# کاتینکا هوسو
کاتینکا هوسو (به مجاری: Hosszú Katinka) (زادهٔ ۳ مهٔ ۱۹۸۹) شناگر اهل مجارستان است. او فارغ‌التحصیل رشته روان‌شناسی از دانشگاه کالیفرنیای جنوبی است و در عین حال در تیم شنای دانشگاه به مسابقه می‌پرداخت. پس از گرفتن مدرک به مجارستان بازگشت و به فعالیت ورزشی خود ادامه داد. در ابتدا مربی و شوهر کاتینکا هوسو، شِین توساپ بود که به صورت مربی انفرادی با او کار می‌کرد. همسر وی پس از طلاق از مربی ماته گِلِنچِراست.
کاتینکا هوسو یکی از پر افتخارترین شناگران زن در جهان در حال حاضر است. هم‌اکنون هفت رکورد جهانی شنا در دست او است که دو رکورد مربوط به استخر دراز ۵۰ متری و پنج رکورد مربوط به استخر کوتاه ۲۵ متری است. او در المپیک تابستانی ریو ۱۳۹۵ شرکت کرد و ۳ مدال طلا در رشته‌های ترکیبی انفرادی ۲۰۰ متر و ۴۰۰ متر و کرال پشت ۱۰۰ متر و و ۱ مدال نقره در کرال پشت ۲۰۰ متر گرفت. او خود را بانوی آهنی (به انگلیسی: Iron Lady) می‌نامد و محصولاتی با این نام می‌فروشد.